# Радянська окупація Латвії (1940)

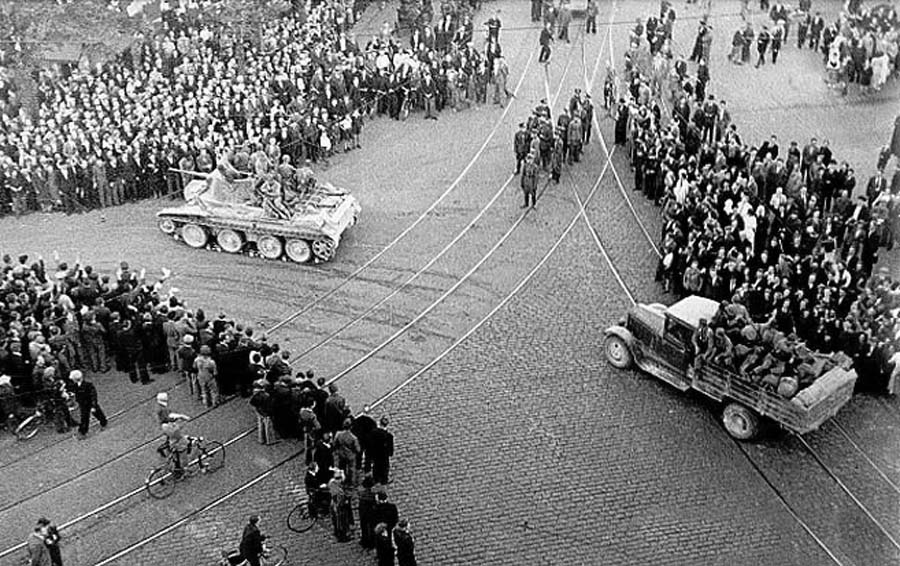
Червоноармійські танк БТ-7 і вантажівка ЗІС-5 у Ризі (1940)

Радянська окупація Латвії в 1940 році — визнаний Європейським судом із прав людини, урядом Латвії, Держдепартаментом США та Європейським Союзом термін на позначення військової окупації Латвійської Республіки Радянським Союзом відповідно до положень пакту Молотова — Ріббентропа, укладеного з нацистською Німеччиною у 1939 році.
Коли з німецьким вторгненням у Польщу у вересні 1939 року почалася Друга світова війна, Латвія вже підпадала під сферу впливу СРСР за пактом Молотова — Ріббентропа і його секретним додатковим протоколом від серпня 1939.
Унаслідок спричиненої Перебудовою переоцінки радянської історії СРСР у 1989 році засудив секретний протокол між нацистською Німеччиною і ним самим 1939 року, що призвів до вторгнення і окупації трьох країн Балтії, в тому числі Латвії. Попри те, що Росія визнала в договорі з Литвою ще до розпаду Радянського Союзу негативний вплив останнього на суверенітет Литви, відносно Естонії чи Латвії ніякого такого російського визнання не існувало, і центральна влада СРСР до самого свого розпуску не визнавала окупації.
У липні 1989 року країна ступила на шлях відновлення своєї незалежності, а після розпаду СРСР у 1991 році суверенітет Латвії було відновлено у повній мірі. 22 серпня 1996 латвійський парламент ухвалив декларацію, в якій стверджувалося, що радянська окупація Латвії 1940 року була військовою окупацією і незаконним приєднанням.

## Передумови

### 1918–1939: Історична довідка
Після російської революції 1917 р. Латвія проголосила свою незалежність 18 листопада 1918 р. Після тривалої війни за незалежність Латвія та Радянська Росія (попередниця Радянського Союзу) підписали мирний договір 11 серпня 1920 р. В його статті 2 Радянська Росія "беззастережно визнає незалежність і суверенітет Латвійської держави і добровільно і назавжди відмовляється від усіх суверенних прав (...) на латвійський народ і територію". Незалежність Латвії була дипломатично визнана Верховною радою союзників (Франція, Велика Британія, Італія, Японія, Бельгія) 26 січня 1921 р. Інші держави наслідували цей приклад. 22 вересня 1921 р. Латвія була прийнята до складу Ліги Націй і залишалася її членом до офіційного розпуску Ліги в 1946 р. 5 лютого 1932 р. Було підписано Договір про ненапад з Радянським Союзом, заснований на Договорі від 11 серпня 1920 р., основні положення якого незмінно і на всі часи складають міцну основу відносин двох держав.

### Відповідні договори між СРСР та Латвією
До Другої світової війни Латвійська Республіка та СРСР підписали та ратифікували такі договори:
Пакт Келлога – Бріана
27 серпня 1928 р. Пакт Келлога-Бріана про відмову від війни як інструменту національної політики
Договір про ненапад
Латвія, СРСР 5 лютого 1932 року
Конвенція про визначення агресії
3 липня 1933 р. вперше в історії міжнародних відносин агресія була визначена в обов'язковому договорі, підписаному в посольстві СРСР в Лондоні СРСР та, зокрема, Латвією.
Стаття II визначає форми агресії. Агресором визнається та держава, яка першою здійснила одну з таких дій:
Відповідні глави:
- Друга: вторгнення збройних сил на територію іншої держави навіть без оголошення війни.
- Четверта: морська блокада узбережжя або портів іншої держави.

## 1939–1940: Шлях до втрати незалежности

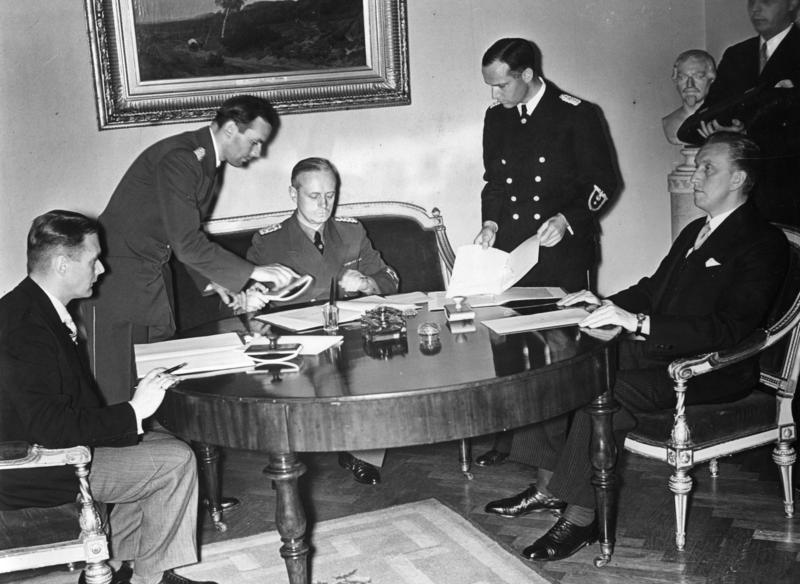
Підписання німецько-естонського та німецько-латвійського пактів про ненапад. Сидять зліва: Вільгельмс Мантерс, МЗС Латвії, Йоахім фон Ріббентроп, МЗС Німеччини; Карл Сельтер, МЗС Естонії.

### Німецько-латвійський пакт про ненапад
Німецько-латвійський пакт про ненапад був підписаний у Берліні 7 червня 1939 р. У світлі наступу Німеччини на схід радянський уряд вимагав англо-французької гарантії незалежності країн Балтії під час їх переговорів про союз із західними державами. Уряди Латвії та Естонії, запідозривши радянські наміри, вирішили прийняти пакт про взаємний ненапад з Німеччиною. Німецько-естонський та німецько-латвійський пакти про ненапад були підписані в Берліні 7 червня 1939 р. міністрами закордонних справ Латвії Вільгельмом Мунтерсом і Німеччини Йоахімом фон Ріббентропом. Наступного дня Адольф Гітлер прийняв естонських і латвійських посланників, і в ході цієї бесіди наголосив на підтримці та зміцненні комерційних зв'язків між Німеччиною та країнами Балтії. Ратифікація німецько-латвійського пакту відбулася в Берліні 24 липня 1939 року, і він набув чинності того ж дня. Він був зареєстрований у серії договорів Ліги Націй 24 серпня 1939 року.

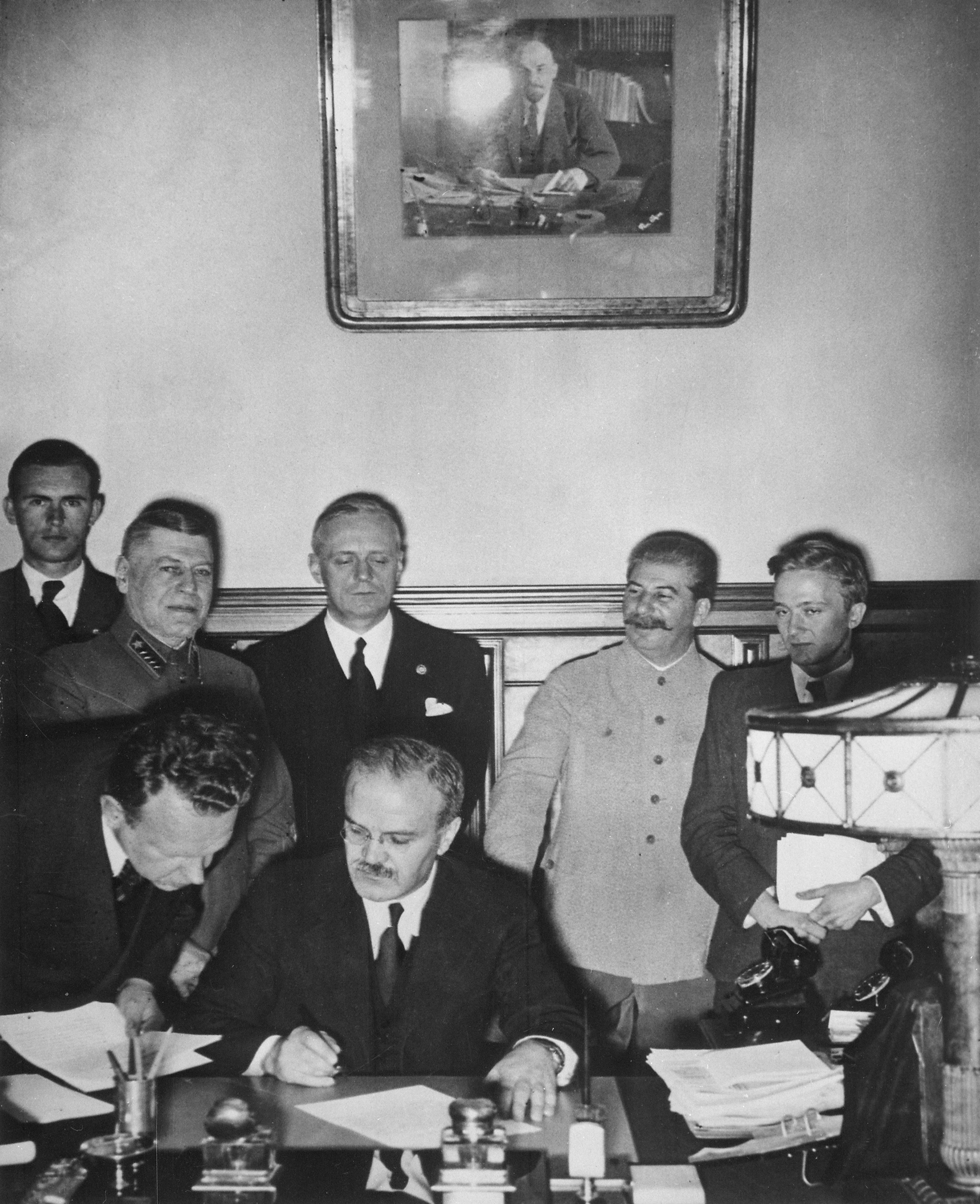
Молотов підписав німецько-радянський пакт про ненапад

### Німецько-радянський пакт про ненапад
Пакт Молотова – Ріббентропа, підписаний 23 серпня 1939 р., містив секретні протоколи про розподіл територій між Німеччиною та Радянським Союзом. Згідно з цими протоколами, Фінляндія, Естонія, Латвія та Бессарабія потрапляли до сфери інтересів СРСР, а Польща та Литва потрапляли до сфери інтересів Німеччини. Радянський Союз офіційно не визнавав існування цих протоколів, доки під тиском балтійських союзних республік 24 грудня 1989 р. З'їзд народних депутатів СРСР офіційно не визнав таємні угоди і не засудив їх як незаконні та недійсні з моменту їх створення.

### Вторгнення в Польщу
Нацистська Німеччина вторглася в Польщу 1 вересня 1939 року. Франція та Велика Британія, які за договором зобов'язалися захищати Польщу, відповіли нотами протесту з проханням німців вийти. Після французько-британської нерішучості Британія діяла сама, висунувши двогодинний ультиматум о 9:00 3 вересня, що змусило Францію висунути власний ультиматум. Проте, незважаючи на заяви про існування воєнного стану з Німеччиною, військові конференції 4 — 6 вересня між союзниками визначили, що немає можливості підтримати східний фронт у Польщі. Згодом Франція попросила Велику Британію не бомбити Німеччину, побоюючись воєнних заходів помсти французькому населенню. Було вирішено нічого не робити, щоб не спровокувати перекидання німецьких військ на західний фронт. 12 вересня Чемберлен заявив: "Не поспішайте, оскільки час на нашому боці". Покидання Польщі було повним.

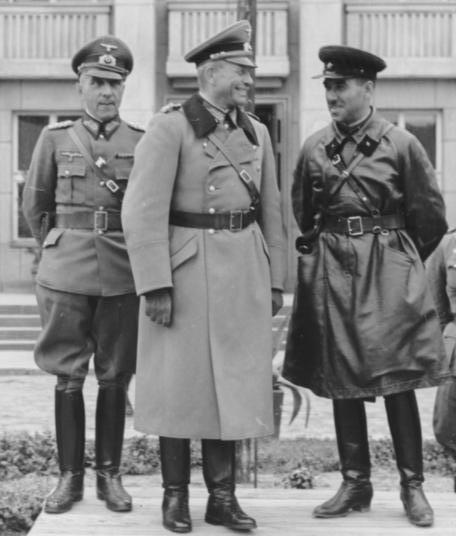
Спільний парад вермахту та Червоної армії в Бресті в кінці вторгнення в Польщу. На трибуні генерал-майор Гайнц Гудеріян (в центрі) та бригадир Семен Кривошеїн (праворуч)

Потім Сталін заходився втілювати свою частину Пакту, наказавши 17 вересня Червоній Армії перетнути радянсько-польський кордон під заявленою необхідністю захистити білорусів та українців на території Польщі, яка, як стверджували Ради, "припинила своє існування". на хвилі німецьких успіхів. Потім Сталін запропонував Гітлеру "торг" задля вирішення "балтійської проблеми". 28 вересня 1939 р. Німеччина та Радянський Союз, розділивши Польщу, підписали прикордонну угоду, включаючи другий секретний протокол, передаючи Литву Сталіну в обмін на дві польські провінції. Незабаром після цього, 3 жовтня 1939 р., посол Німеччини в Радянському Союзі Фрідріх Вернер фон дер Шуленбург також запропонував Молотову різні зміни в кордонах литовської території, поки "Радянський Союз включить Литву, на чому, як він вважав, була заснована домовленість щодо Литви від початку ". Згодом Радянський Союз погодився компенсувати нацистській Німеччині 7 500 000 золотих доларів (або 31 500 000 рейхсмарок) за відмову Рейху від своїх "претензій" на литовські території, якими він мав спочатку володіти на підставі угоди від 28 вересня.
Таким чином, Радянський Союз окупував трохи більше половини всієї польської території, а держави союзників продемонстрували свою неспроможність до військового втручання на Східному фронті. Сталіну не було перешкод, домовитися з Гітлером про досягнення своїх цілей у Прибалтиці.

### Балто-радянські відносини восени 1939 р
24 вересня 1939 р. військові кораблі Червоного флоту з'явилися біля північного сусіда Латвії, коло естонських портів, а радянські бомбардувальники розпочали загрозливий патруль над Талліном та сусідньою місцевістю. Потім СРСР порушив повітряний простір усіх трьох країн Балтії, здійснюючи масові операції збору розвідданих 25 вересня. Москва вимагала від країн Балтії дозволити СРСР створювати на своїх землях військові бази та розміщувати війська на час європейської війни.
Під час переговорів у Москві, 2 жовтня 1939 року, Сталін сказав міністру закордонних справ Латвії Вільгельму Мунтерсу: "Чесно кажу вам, поділ сфер інтересів уже відбувся. Що стосується Німеччини, ми могли б вас окупувати". Прибалтика сприйняла цю загрозу серйозно.
Уряд Естонії прийняв ультиматум, підписавши відповідну угоду 28 вересня 1939 р ., Латвія після 5 жовтня 1939 р ., а Литва незабаром після цього, 10 жовтня 1939 р. у справі Латвії її підписали міністр закордонних справ Латвії Вільгельмс Мунтерс та радянський комісар закордонних справ В'ячеслав Молотов. Ратифікаційні документи були вручені в Ризі 11 жовтня 1939 р., і договір набув чинності того ж дня. Він був зареєстрований у серії договорів Ліги Націй 6 листопада 1939 р. Статтями договору були:
- Стаття 1 передбачала військову співпрацю між сторонами у разі нападу третьої сторони.
- Стаття 2 зобов'язувала радянський уряд допомагати уряду Латвії у забезпеченні озброєння.
- Стаття 3 дозволяла радянському уряду створювати військові та морські бази на території Латвії.
- Стаття 4 зобов'язувала радянський та латвійський уряди не вступати у військові союзи проти іншої сторони.
- Стаття 5 передбачала, що договір не зачіпає політичної та економічної систем і суверенітету обох сторін.
- Стаття 6 стосувалась ратифікації та передбачала, що договір залишається чинним протягом десяти років із можливістю подовження його дії ще на десять років.

Як зазначає Латвійський національний фонд, угода вимагала від Латвії:
- орендувати бази Радянському Союзу в Лієпаї, Вентспілсі та Пітрагсі до 1949 року;

- будувати спеціальні аеродроми за радянськими вимогами; і
- надати розміщення радянських військових гарнізонів загальною кількістю 30 000 військовослужбовців.[27]

Номінально цей пакт не зачіпав суверенітет Латвії. У розділі 5 Пакту йдеться про таке: "Набуття чинності цим пактом жодним чином не повинно зачіпати суверенних прав договірних сторін, зокрема їхньої політичної структури, їхньої економічної та соціальної системи та їхніх військових заходів. Сфери, відведені під бази і аеродроми, залишаються територією Латвійської Республіки".
З наближенням балтійської радянізації Гітлер видав етнічним німцям "заклик додому". Латвія уклала угоду з нацистською Німеччиною про репатріацію громадян німецької національності 30 жовтня 1939 р. Навесні 1940 р. 51 тис. виїхали з Латвії для переселення в Польщу. Другий заклик через рік дав ще 10 500.:46
Публічно 31 жовтня 1939 р. Верховна Рада СРСР назвала побоювання перед балтійською радянізацією "усією нісенітницею". У приватному порядку розміщення радянських військ у Латвії на умовах пакту про взаємодопомогу поклало початок реалізації давніх бажань СРСР отримати контроль над Балтією.

### Вторгнення СРСР до Фінляндії

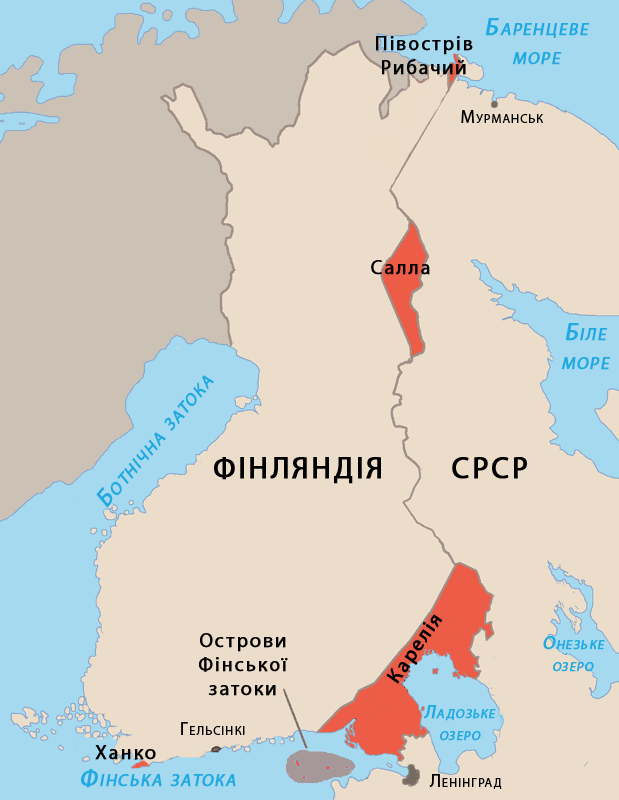
Зимова війна: поступки Фінляндії

Подібні вимоги були направлені до Фінляндії. 5 жовтня 1939 року фінів запросили до Москви для "обговорення взаємних проблем". Фіни відмовилися підписати пакт про взаємодопомогу, і 30 листопада Радянський Союз напав на Фінляндію, розпочавши Зимову війну. Оскільки радянський напад було визнано незаконним, Радянський Союз був виключений з Ліги Націй 14 грудня. Фінляндія здійснила вправні оборонні зусилля і зуміла зупинити наступ радянських військ до лютого 1940 р., коли її основна оборонна лінія остаточно розвалилася. 12 березня 1940 р., зіткнувшись з перспективою повного захоплення радянської влади, Фінляндія підписала Московський мирний договір з Радянським Союзом. Фінляндія зберегла свою незалежність, але була змушена уступити 11% своєї території та здати півострів Ханько Радянському Союзу як військово-морську базу на 30 років. У червні 1941 р. воєнні дії між Фінляндією та СРСР відновились у війні, що продовжувалась.

## 1940–1941: Перша радянська окупація

### Політична довідка
Очевидна втеча від долі Фінляндії, можливо, призвела до помилкового почуття безпеки для Латвії. За чотири місяці до прибуття радянських військ до Латвії Вільгельмс Мунтерс, виступаючи перед аудиторією Латвійського університету 12 лютого 1940 р., Заявив: "У нас є всі підстави описати відносини, що існують між Латвією та Радянським Союзом, як дуже задовільні. Є люди, які скажуть, що ці сприятливі умови носять лише тимчасовий характер, і що рано чи пізно нам доведеться рахуватися з внутрішньополітичним та зовнішньополітичним тиском з боку Радянського Союзу. ці пророцтва є таємницею самих пророків. Досвід нашого уряду, безумовно, не виправдовує таких передчуттів."
Оскільки на даний момент невдача СРСР у Фінляндії була запечатана, пройшов трохи більше місяця після позитивних висловлювань Мантерса, коли Молотов, виступаючи 25 березня 1940 р., По суті заявив про наміри СРСР анексувати країни Балтії, заявивши, "... страта пактів просувались задовільно і створили умови, сприятливі для подальшого вдосконалення відносин між Радянською Росією та цими державами ". Поліпшення відносин є евфемізмом для радянського поглинання.
У березні та квітні 1940 року, відразу після виступу Молотова, радянська преса розпочала напади на латвійський уряд. Далі НКВС влаштував серію страйків у Ризі та Лієпаї. Коли вони не змогли перерости в загальний страйк, Ради звинуватили цей провал у "безвідповідальному елементі, який псує добросусідські відносини".
Побоюючись радянських дій, 17 травня 1940 р. Уряд Латвії таємно видав надзвичайні повноваження латвійському міністру в Лондоні Карлісу Рейнхолду Заріньшу, призначивши Альфредса Білманіса, латвійського міністра у Вашингтоні, його заступником.[джерело?]

### Радянське вторгнення

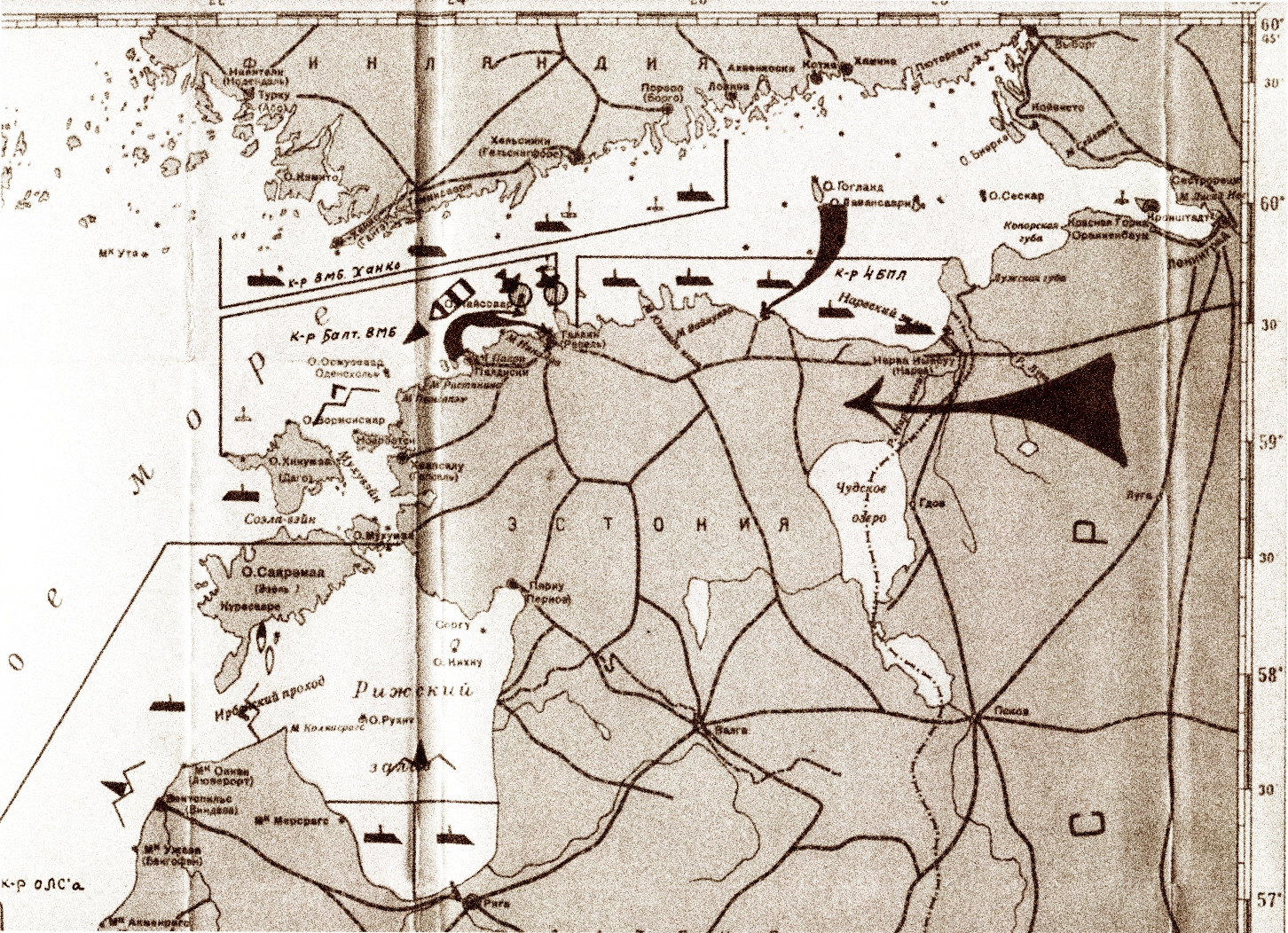
Схеми радянської військово-морської блокади Естонії та Латвії в 1940 р. (Російський державний морський архів)

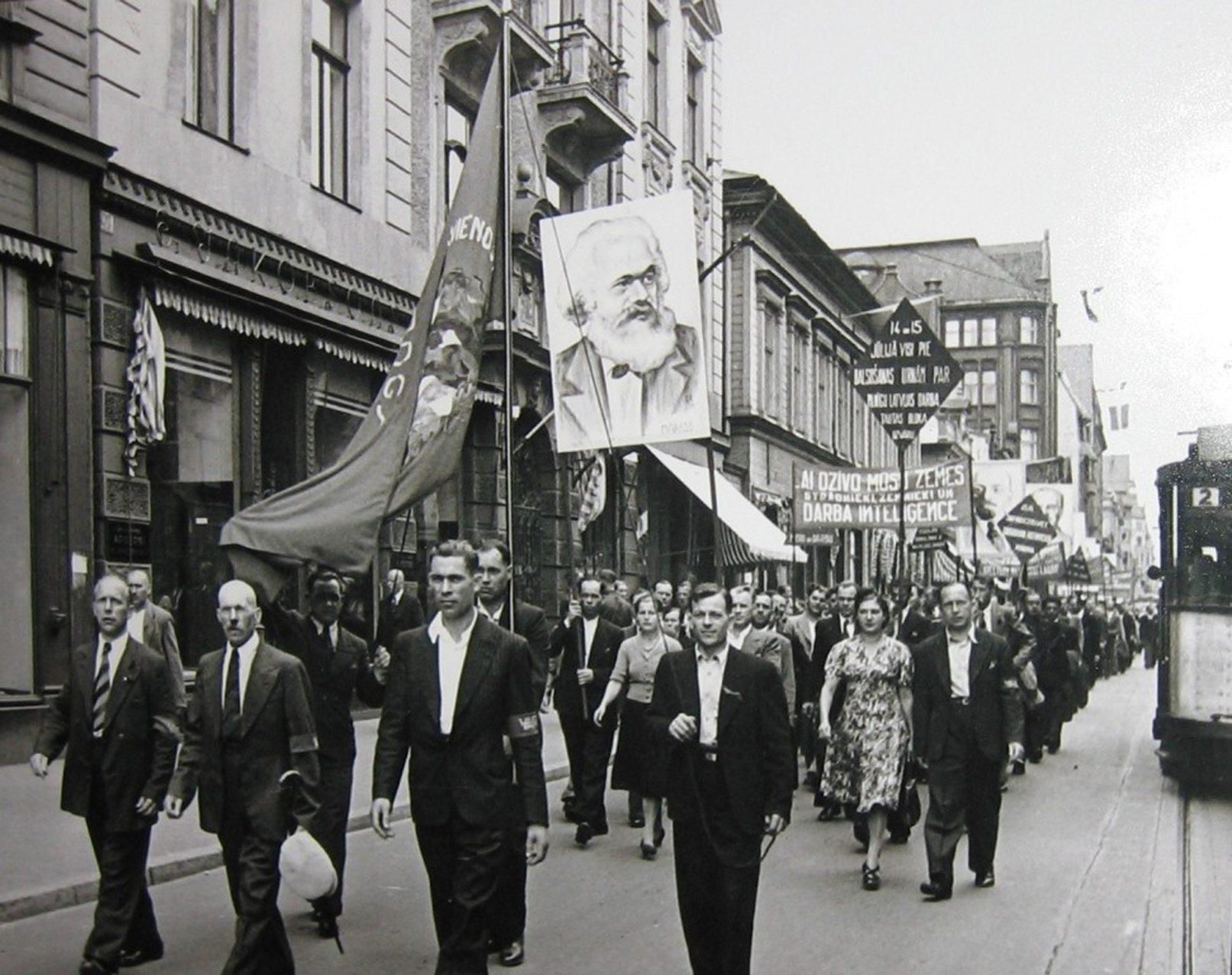
Організований радянами мітинг у Ризі, 1940

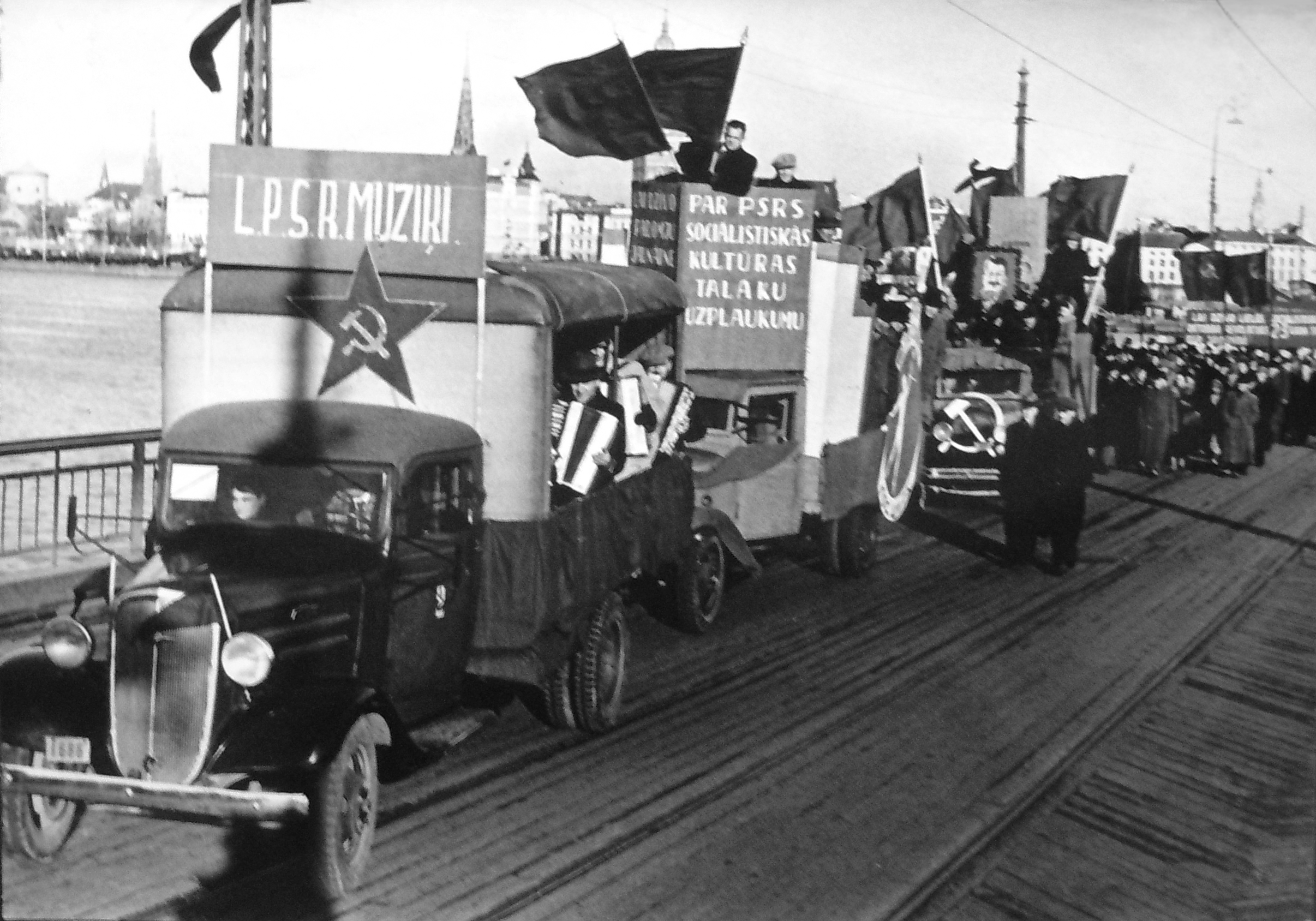
Парад у Ризі. 7 листопада 1940 року

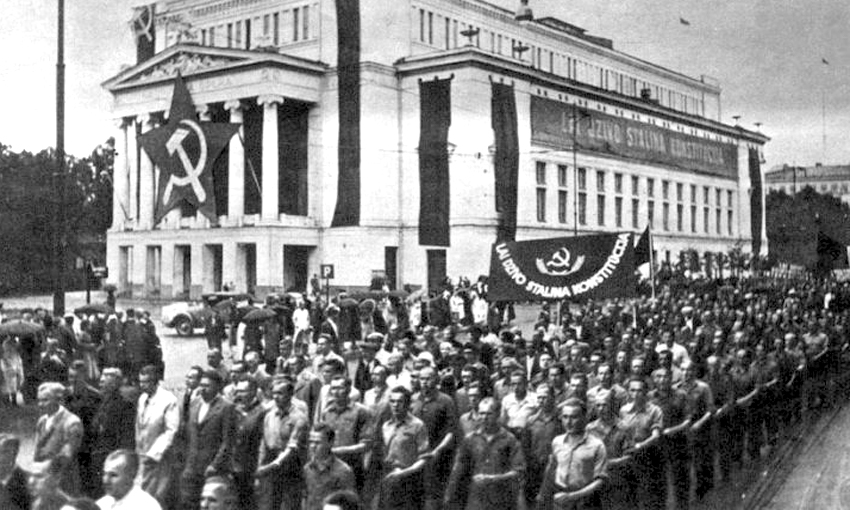
Організований радянами перший першотравневий мітинг у Ризі, 1941 рік

28 травня 1940 р. литовський міністр у Москві отримав записку Молотова, де йшлося про нібито викрадення двох радянських солдатів у Вільні. Литовський уряд прагнув прояснити це питання радянсько-литовською комісією на умовах пакту про взаємодопомогу. Москва відхилила цю пропозицію і припинила подальше обговорення, незабаром показавши і швидко зігравши їм руку:
- 12 червня 1940 р. Видано наказ про повну військову блокаду Естонії Радянському Балтійському флоту: за словами директора Російського державного архіву Військово-морського департаменту Павла Петрова (C.Phil.) З посиланням на записи в архів[37][38]
- 14 червня 1940 р. поки світова увага зосереджена на падінні Парижа до нацистської Німеччини днем раніше, Молотов звинувачує країни Балтії у змові проти Радянського Союзу і висуває Литві ультиматум про створення уряду, затвердженого Радами. Того ж дня набула чинності радянська блокада Естонії. За свідченнями очевидців, складеними естонськими та фінськими слідчими, два радянські бомбардувальники збили фінський пасажирський літак Калева, який летів з Талліну до Гельсінкі, несучи три дипломатичні пакети від американських делегацій у Таллінні, Ризі та Гельсінкі. Внаслідок аварії загинув співробітник американської зовнішньої служби Генрі В. Антейл-молодший.[39]
- 15 червня 1940 р.: радянські війська вторглися до Литви[40] і розташували війська для вторгнення в Латвію.
- 15 червня 1940 р.: радянські війська атакують латвійських прикордонників у Машенках[41], вбивство трьох прикордонників та двох цивільних осіб, а також взяття десяти прикордонників та 27 цивільних як заручників Радянського Союзу.[29]:43
- 16 червня 1940 р .: Радянський Союз вторгся в Латвію та Естонію.[40] Ради поставили Естонії та Латвії ультиматуми, на які відповіли протягом 6 годин, вимагаючи: (1) створення прорадянських урядів, які під захистом Червоної армії могли б краще виконувати Пакти про взаємодопомогу; (2) вільний прохід радянських військ до Естонії та Латвії з метою розміщення їх у найважливіших центрах та уникнення можливих провокаційних актів проти радянських гарнізонів. Не маючи можливості самостійно чинити опір, не маючи зовнішньої допомоги, під загрозою бомбардування міст і значно переважаючи, Латвія та Естонія капітулювали.[29]:43
- 17 червня 1940 р.: радянські війська вторглися в Латвію та зайняли мости, пошту, телефон, телеграф та станції мовлення.
- 17 червня 1940 р.: Андрій Вишинський, заступник голови Ради Народних Комісарів Радянського Союзу (і прокурор показових процесів Йосифа Сталіна в 1937–1938 рр.), представляється президенту Карлісу Ульманісу як спеціальний радянський посланник.

### Втрата незалежності
Після вторгнення радянська організація подій тривала разом із протестуючими, які прибули з військами Червоної Армії, організовуючи масові марші та мітинги, щоб створити враження народних заворушень:
- 19 червня 1940: Вішинський знову відвідує Ульманіс, цього разу, щоб доставити попередньо затверджений Москвою список нових членів кабінету уряду Латвії.
- 20 червня 1940: Ульманіс змушений затвердити прорадянський уряд, який вступає на посаду. Ув'язнених членів колишньої нелегальної комуністичної партії звільнено. Громадські "подячні ходи", організовані на честь Сталіна.
- 30 червня 1940: міністр закордонних справ Литви Вінцас Креве-Міцкявічус зустрічається з Молотовим. Молотов прямо повідомляє про радянський намір окупувати весь регіон: "Ви повинні уважно поглянути на реальність і зрозуміти, що в майбутньому малі держави повинні зникнути. Ваша Литва разом з іншими країнами Балтії, включаючи Фінляндію, матиме щоб приєднатися до славетної сім'ї Радянського Союзу. Тому вам слід розпочати зараз запроваджувати своїх людей у радянську систему, яка в майбутньому пануватиме скрізь, у всій Європі; застосовуватись на практиці раніше, десь, як у країнах Балтії пізніше в інших ".
- 5 липня 1940: видано указ про оголошення нових виборів; латвійські демократичні партії організовуються при Національному комітеті та намагаються взяти участь.
- 9 липня 1940: Віліс Ласіс, призначений радянським міністром внутрішніх справ, наказує закрити Національний комітет, а його найвидатніших членів депортувати. Депортації вже відбуваються з території, яка (ще) не входить до складу Радянського Союзу.
- 14–15 липня 1940 р.: фальсифіковані вибори в Латвії та інших країнах Балтії. На вибори до "Народного парламенту" допускався лише один попередньо затверджений список кандидатів. У виборчих бюлетенях було дотримано наступних вказівок: "Тільки список Блоку латвійських робітників повинен бути зданий на виборчу скриньку. Бюлетень повинен здаватися без будь-яких змін". Передбачуваний показник активності виборців становив 97,6%, крім того остаточні результати виборів були опубліковані в Москві за 12 годин до закриття виборів. Визнані пізніше радянські виборчі документи підтверджують, що результати були повністю сфабриковані. Були створені трибунали для покарання "зрадників народу", тобто тих, хто не виконав "політичного обов'язку" голосувати Латвію за СРСР. Тим, у кого не було завірено печаткою паспортів, дозволено було стріляти в потилицю.
- 21 липня 1940 р.: шахрайсько встановлений Сейм вперше зустрічається. У нього є лише один бізнес - петиція про вступ до Радянського Союзу (її розгляд було відмовлено протягом усіх виборів). Петиція подана одноголосно. Однак це було незаконно згідно з чинною Конституцією Латвії, яка все ще діяла, оскільки вона вимагала проведення референдуму на плебісциті для схвалення такої дії: дві третини всіх учасників, які мали право на участь, та схвалена звичайною більшістю парламенту. Ульманіс змушений подати у відставку.
- 22 липня 1940 р.: Ульманіс висланий до Радянського Союзу, помер у полоні в 1942 р., його землю націоналізовано (див. також нижче).
- 23 липня 1940 р.: Державний підсекретар США Самнер Уеллс засуджує "хитрі процеси", за допомогою яких "політична незалежність і територіальна цілісність трьох маленьких балтійських республік повинна була навмисно знищити один з їхніх наймогутніших сусідів".
- 31 липня 1940: міністр оборони Яніс Балодис та його родина депортовані до Радянського Союзу (наказ від руки Вільіса Ласіса).
- 5 серпня 1940 р .: Радянський Союз задовольняє клопотання Литви, Латвії та Естонії про приєднання. Латвія була зареєстрована як п'ятнадцята Республіка Радянського Союзу. Окрім Німеччини, жодна західна держава не визнає анексію законною де-юре.

Точні цифри збитків, завданих Латвії Радами, відсутні. За їхніми оцінками, 35.000 загинули внаслідок військових дій, страт чи депортації, багато інших знайшли притулок за кордоном. Всі ці втрати почалися під час першої радянської окупації. На латиській мові це також називають "Байгайс Гадс" (рік терору). (Цей термін також використовувався в антирадянській пропаганді того періоду - ці два способи використання не слід змішувати або об'єднувати за призначенням. "Байгайс Гадс" - це також титул відверто антисемітського, неправдивого повідомлення про події року, написаний Паулсом Ковалевським, симпатиком нацистів, у 1942 р.) Подальші масові депортації та вбивства були заплановані, проте вторгнення Німеччини на радянську територію зупинило це. Урядовий чиновник Литви стверджує, що бачив документ, що передбачає вивезення 700 000 з Литви.:48

### Радянський терор

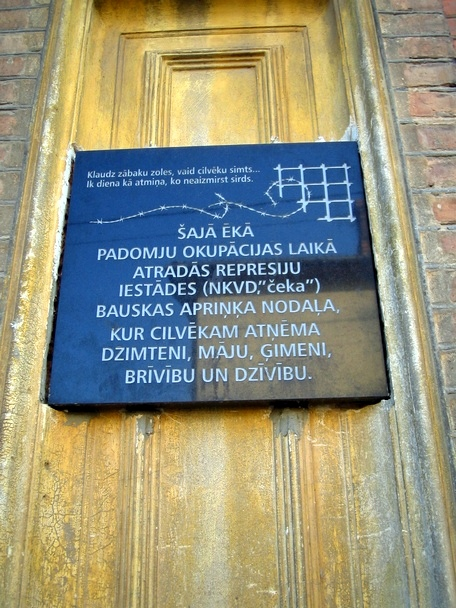
Дошка пам'яті жертв радянського НКВС у місті Бауска, Латвія.

Радянська влада, отримавши контроль над Латвією, негайно запровадила режим терору. Заарештовано сотні чоловіків, у тому числі багатьох керівників Латвійської Республіки. Були створені трибунали для покарання "зрадників народу".
Були взяті під варту і підлягали швидкій ліквідації президент Латвії Карліс Улманіс та міністр закордонних справ Вільгельмс Мунтерс. Дипломатам за кордоном, які відмовились визнати нові режими та повернутися до Латвії, було призначено негайну конфіскацію майна та страту протягом 24 годин. Пізніше розпорядження розширили перелік репресій, включаючи тих, хто мав відношення до когось, хто переховувався від уряду, або хто втік за кордон, що зробило їх зрадником держави.
22 червня 1940 р. усі три балтійські парламенти ухвалили первинні резолюції про націоналізацію земель, а в Латвії через тиждень відбувся законопроєкт про земельну реформу. Спочатку сім'я могла використовувати максимум 30 га, під час другої радянської окупації цю цифро зменшено до 15–20 га.
Червнева депортація відбулася 13 червня та 14 червня 1941 р. За оцінками, 15 600 чоловіків, жінок та дітей, зокрема 20% останнього законного уряду Латвії. Приблизно 35.000 (1,8% населення Латвії) було депортовано під час першої радянської окупації. Депортації Сталіна також включали тисячі латвійських євреїв (масова депортація склала 131.500 з усіх країн Балтії).
Згідно з вказівками Сєрова, депортація була швидкою та ефективною і відбулася посеред ночі. Депортованим давали годину або менше, щоб підготуватися до виїзду. Їм дозволялося брати з собою речі, які не перевищували 100 кг (гроші, їжа на місяць, кухонні прилади, одяг). Потім сім'ї везли на залізничний вокзал. Тоді вони виявили, що чоловіків слід відокремлювати від жінок і дітей: "З огляду на те, що велика кількість депортованих повинна бути заарештована і розподілена в спеціальних таборах, а їхні сім'ї повинні проживати в спеціальних поселеннях у віддалених регіонах , важливо, щоб операція видалення як членів сім'ї депортованого, так і її глави проводилася одночасно, не повідомляючи їх про розлуку, з якою стикаються... Конвой всієї родини до станції здійснюватиметься в один транспортний засіб і лише на станції відправлення голову сім'ї можна посадити окремо від своєї сім'ї в машину, спеціально призначену для голів сімей".
Поїзди супроводжували офіцер НКВС та військовий конвой. Упакованих у заборонені вагони для худоби, з отворами в підлозі для санітарії, депортованих вивезли до Сибіру. Багато людей загинули, навіть не доїхавши до кінцевого пункту призначення через суворі умови. Набагато більше загинуло протягом першої зими.
Ряд латишів, яким вдалося уникнути депортації, вирішили сховатися в лісах, де були організовані антирадянські підрозділи. Коли нацистська Німеччина напала на Радянський Союз, ці повстанці відразу ж почали співпрацю з нацистською Німеччиною.

## Наслідки

### Окупація Латвії нацистською Німеччиною 1941–1944
Радянсько-німецька війна обірвала цей перший рік радянської окупації. Наступ нацистів, розпочатий 22 червня 1941 року, трохи більше тижня після масової депортації, увійшов до Риги 1 липня 1941 року. Це порушило документально підтверджені плани НКВС депортувати ще кілька сотень тисяч з країн Балтії 27 і 28 червня, 1941 рік.
Зі спогадами про масові депортації за тиждень до того, як вони були ще свіжими, німецькі війська були широко привітані латвійцями як їх визволителями після прибуття. Гімн Латвії пролунав по радіо, і, як писав Кріс Белламі: "[антирадянське] повстання спалахнуло відразу після звістки про Барбаросу". Більшість етнічних латишів, які були змушені служити в Червоній Армії, дезертирували зі своїх підрозділів і незабаром після цього напали на НКВС. 2 липня 1941 року підрозділ латвійських дезертирів захопив місто Сігулду, а через три дні латиські повстанці взяли під контроль інше місто Смілтене, також перекривши стратегічну дорогу до Пскова. Латиші не лише масово дезертирували із регулярних підрозділів Червоної Армії, вони також рятувались від військових навчальних таборів, які були частиною радянського плану мобілізації. Серед інших битв з відступаючими радянськими підрозділами Белламі згадує Лімбажі (4 липня), Олейна (5 липня) та Алуксне (9 липня). Усі ці місця були захоплені латвійськими повстанцями до появи перших підрозділів Вермахту в цьому районі.
Однак нацистська Німеччина не мала плану і бажання відновити автономію Латвії, хоча вони наказали полковнику Олександру Плеснерсу контролювати формування сил оборони Латвії. 8 липня німці оголосили, що носіння ненімецької форми одягу заборонено. Також повстанським підрозділам було наказано роззброїтись. Страхи євреїв перед нацистами, що змусило деяких дивитись на радянську окупацію як на міру безпеки, мали виявитися трагічно обґрунтованими.
До 10 липня 1941 року збройні сили Німеччини окупували всю територію Латвії. Латвія стала частиною Рейхскомісаріату нацистської Німеччини Остланд - Генеральної провінції Латвії (Generalbezirk Lettland). Будь-кого, хто був неслухняним німецькому окупаційному режиму, а також тим, хто співпрацював із радянським режимом, вбивали або відправляли до концтаборів.
У 1939 році нацистською Німеччиною було розроблено Генеральний план Ост, що охоплював східні країни. Що стосується Латвії, було визначено, що населення близько 2 000 000 населення має бути зменшено на 50%, а ті, хто залишився, вважаються гідними "германізації". Відповідно, євреї, цигани, комуністи, офіцери армії, політики та інша інтелігенція опинилися під арештом.:56

### Друга радянська окупація 1944–1991
Ризький наступ був частиною великого Балтійського наступу на Східному фронті під час Другої світової війни. Це відбулося наприкінці 1944 року і витіснило німецькі війська з міста Риги.
Латвія знову була окупована Радянським Союзом з 1944 по 1991 рік. Під радянською окупацією тисячі латвійців були депортовані до сибірських таборів, страчені або вигнані.
Багато латишів втікали на рибальських човнах та кораблях до Швеції та Німеччини, звідки до 1951 р. Вони плавали у різні частини західного світу (переважно до Австралії та Північної Америки). Приблизно 150 000 латишів опинились у вигнанні на Заході.
За приблизними підрахунками, внаслідок Другої світової війни населення Латвії зменшилось на півмільйона (на 25% менше, ніж у 1939 році). У порівнянні з 1939 р. Населення Латвії скоротилося приблизно на 300 000. Війна також завдала великих втрат економіці - було зруйновано багато історичних міст, а також промисловість та інфраструктура.
У липні 1989 року, після драматичних подій у Східній Німеччині, Верховна Рада Латвії прийняла "Декларацію про суверенітет" і внесла зміни до Конституції, щоб затвердити верховенство своїх законів над законами СРСР.
23 серпня 1989 року відбулася політична демонстрація "Балтійський шлях". Приблизно два мільйони людей взяли свої руки, щоб утворити людський ланцюг довжиною понад 600 кілометрів через три країни Балтії (Естонія, Латвія, Литва). Ця демонстрація була організована, щоб привернути увагу світу до спільної історичної долі, яку зазнали ці три країни.
У березні 1990 року кандидати від незалежної партії Латвійський народний фронт отримали більшість у дві третини у Верховній раді на демократичних виборах.
4 травня 1990 р. Латвійська рада заявила про намір відновити повну незалежність Латвії. Радянські політичні та військові сили безуспішно намагалися скинути латвійський уряд. 21 серпня 1991 р. Латвія заявила про фактичну незалежність. Потім відбулося міжнародне визнання, в тому числі і СРСР. США, які ніколи не визнавали примусової анексії Латвії СРСР, відновили повноцінні дипломатичні відносини з Латвією 2 вересня 1991 року.
У лютому 1992 р. Росія погодилася почати виведення своїх військ з Латвії.
У серпні 1994 року з Латвійської Республіки вийшли останні російські війська.

Росія офіційно припинила свою військову присутність у Латвії в серпні 1998 року після виведення з експлуатації радіолокаційної станції "Скрунда-1", яка була останньою активною російською військовою радіолокацією в Прибалтиці. Останні російські війська вийшли зі станції наступного року.

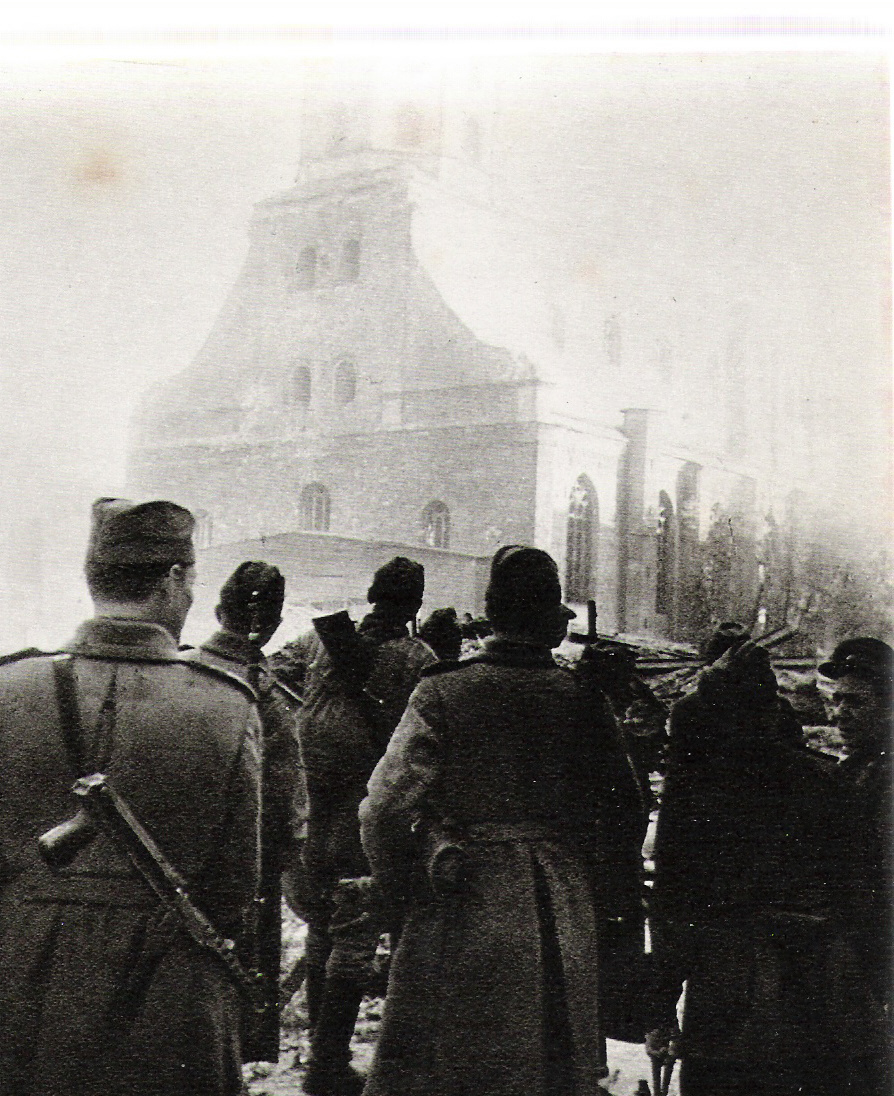
Радянські війська в Ризі, жовтень 1944 року
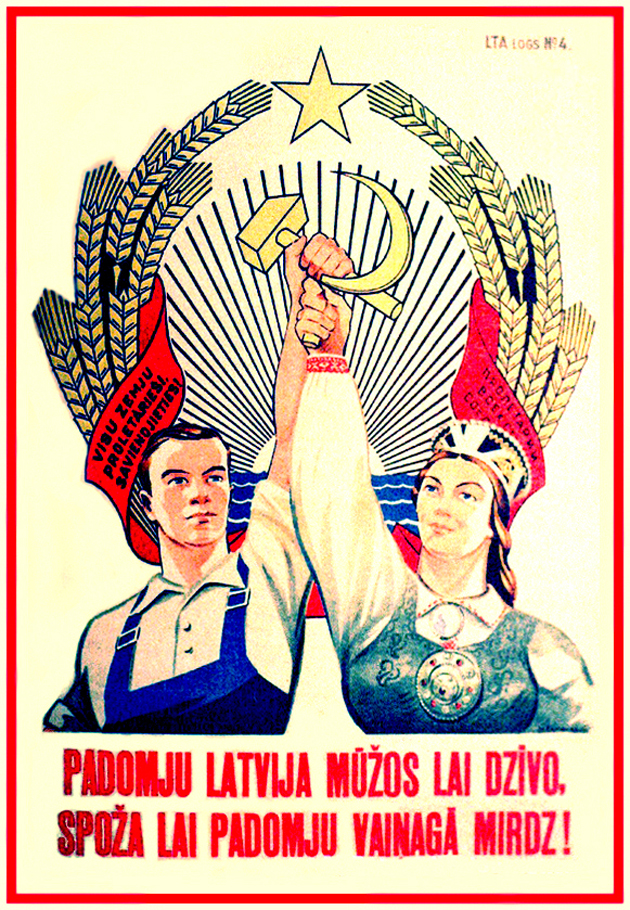
Радянський пропагандистський плакат у Латвії, 1945 рік

## Історична радянська версія подій

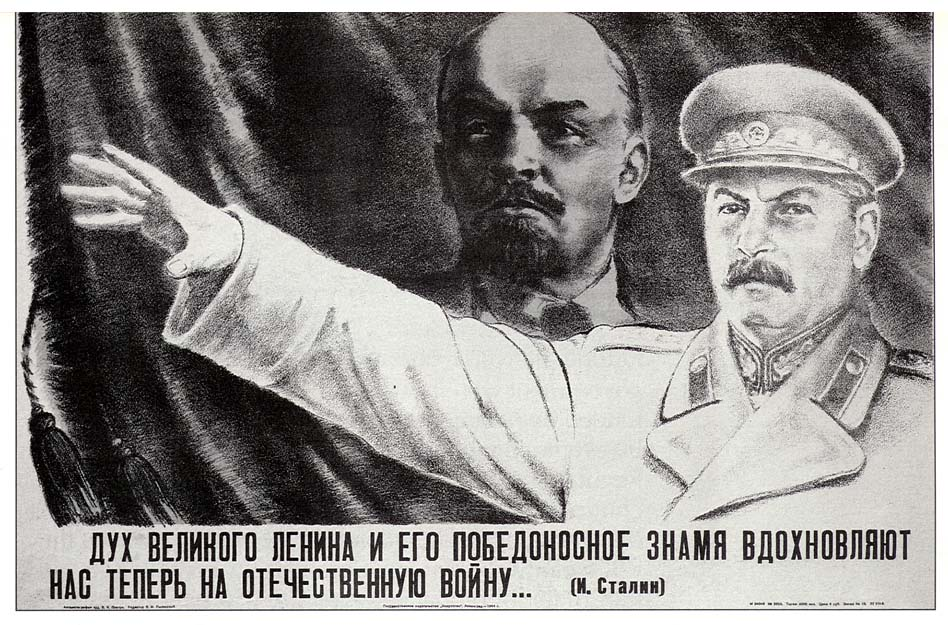
«Дух Великого Леніна та його переможний прапор надихають нас на Велику Вітчизняну війну» (Сталін)

До переоцінки радянської історії, що розпочалася під час перебудови, яка призвела до офіційного засудження радянським урядом секретного протоколу 1939 року, позиція СРСР щодо подій 1939–1940 рр. Узагальнена наступним чином::
Уряд Радянського Союзу запропонував уряду Латвійської Республіки укласти договір про взаємодопомогу між двома країнами. Тиск латвійських трудових народів змусив латвійський уряд прийняти цю пропозицію. Був підписаний Пакт про взаємодопомогу, що дозволило СРСР розмістити в Латвії обмежену кількість підрозділів Червоної Армії. Економічні труднощі, невдоволення політикою латвійського уряду, "яка саботувала виконання Пакту і латвійського уряду", та політична орієнтація на нацистську Німеччину призвели до революційної ситуації, яка завершилася в червні 1940 р. Для гарантування виконання Пакту вступили додаткові радянські військові частини Латвія, яку вітають латвійські робітники, які вимагали відставки буржуазного латвійського уряду та його фашистського лідера Карліса Улманіса. Того ж червня під керівництвом Латвійської комуністичної партії латвійські робітники провели демонстрації, і того дня фашистський уряд було повалено та сформовано Народний уряд. Вибори до латвійського парламенту були проведені незабаром у липні 1940 р. "Союз трудящих", створений за ініціативою Комуністичної партії Латвії, набрав переважну більшість голосів. Парламент прийняв декларацію про відновлення радянської влади в Латвії та проголосив Латвійську Радянську Соціалістичну Республіку. Потім парламент заявив про бажання Латвії вільно та охоче вступити до СРСР, прийнявши відповідну резолюцію. Цей запит було схвалено Верховною Радою СРСР, і Латвія стала складовою республікою СРСР.

## Суперечливі версії історії

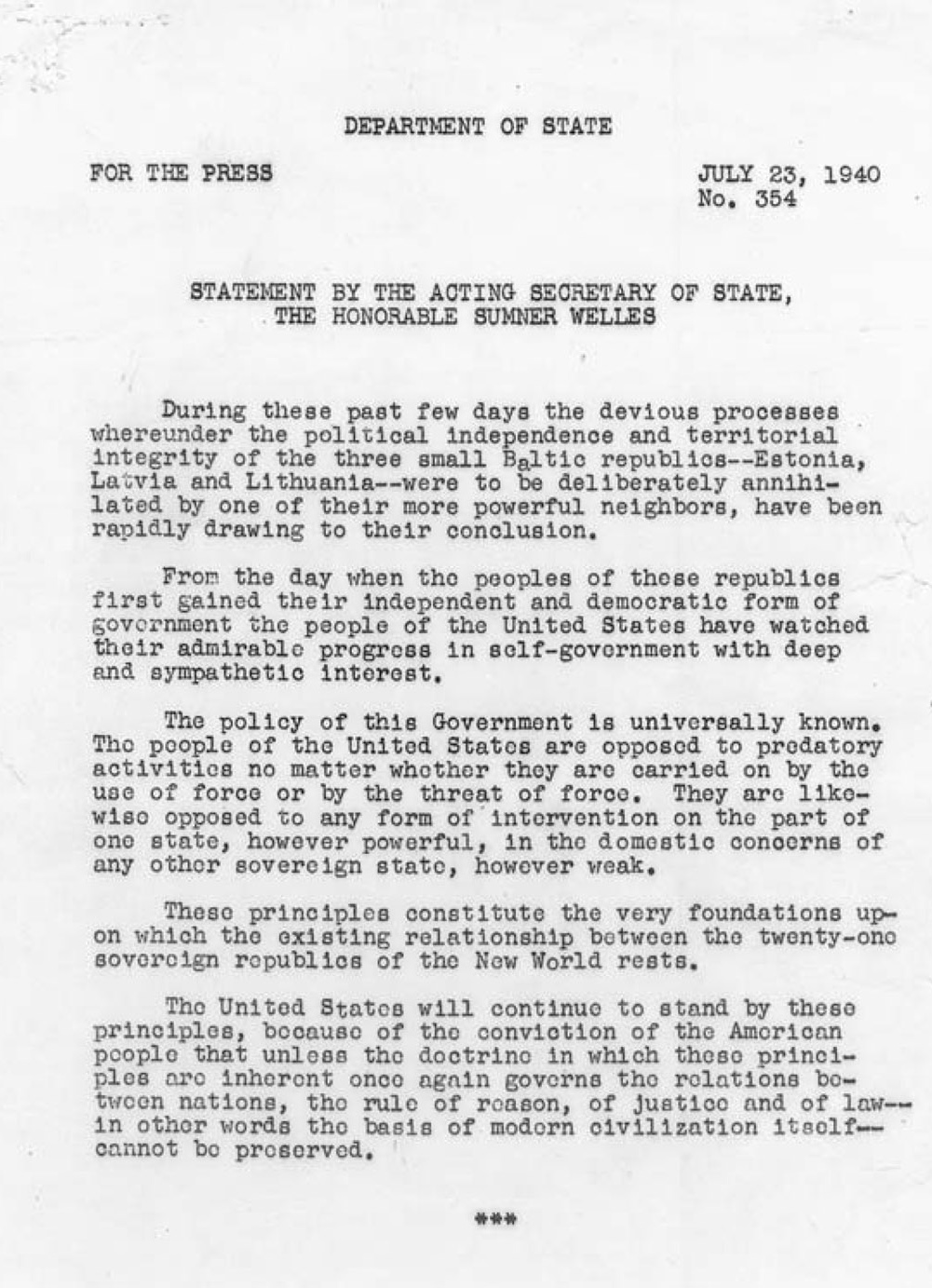
Декларація Уельса, у якій засуджується окупація Латвією та двома іншими країнами Балтії 1940 року та відмова визнати їх анексію радянськими республіками

Питання радянської окупації, її мотивів та наслідків залишається суперечкою між країнами Балтії та Росією. В основі лежать різні версії історичних подій під час Другої світової війни та після неї: латвійська (також Естонія та Литва та широко підтримувана західною історичною наукою) та радянська, які продовжують підтримувати та захищати уряд Росії .
За повідомленням Європейського суду з прав людини, уряд Латвії, США, і ЄС, окупація Латвії СРСР у 1940 р. та подальше повторне включення її до складу Радянського Союзу в 1944 р. було незаконним. Згідно з цим повідомленням, законний уряд Латвії було повалено в 1940 році, а радянську владу запроваджено силою. Згодом Радянський Союз проводив широкомасштабні та систематичні дії, включаючи вбивства та масові депортації проти латвійського населення. Були організовані фальсифіковані вибори, на яких дозволялося брати участь лише кандидатам, яких підтримує Радянський Союз; результати випадково були опубліковані в західній пресі в Лондоні ще до завершення виборів. Як повідомляв "Тайм" у 1940 р., Радянським НКВС дозволили стріляти в потилицю тим, кому не видали паспортів для вибору Латвії в СРСР. Країна залишалася окупованою Радянським Союзом до відновлення незалежності в 1991 році. 48 років радянської окупації та анексії країн Балтії західні демократії ніколи не визнавали законними. Сполучені Штати особливо застосували раніше прийняту доктрину Стімсона до проблеми країн Балтії, що призвело до того, що вона стала встановленим прецедентом у міжнародному праві.
У той час як з'їзд народних депутатів Радянського Союзу засудив анексію Латвії та інших країн Балтії до розпаду СРСР, Російська Федерація, держава-правонаступниця СРСР, не визнає примусової окупації Латвії Радянським Союзом. Зокрема, посилаючись на Латвію, російська Дума ухвалила резолюцію, щоб "нагадати депутатам латвійського Сейму, що перебування Латвії в складі Радянського Союзу було обґрунтовано фактами та законом з міжнародно-правової точки зору." Далі уряд Росії стверджує, що Радянський Союз звільнив Латвію від німецької окупації в 1944 році.

## Вшанування
У 2000 році День радянської окупації — 17 червня — став днем пам'яті в Латвії.